# Primos
Primos (2011) és una pel·lícula espanyola dirigida per Daniel Sánchez Arévalo i protagonitzada per Quim Gutiérrez, Raúl Arévalo i Adrián Lastra. És la tercera del director, però la seva primera comèdia, i va ser estrenada el 4 de febrer de 2011. Es va rodar a Comillas (Cantàbria) durant la primavera de 2010. La pel·lícula obtingué dues nominacions als Premis Goya 2012: Millor actor revelació (Adrián Lastra) i Millor actor de repartiment (Raúl Arévalo).

## Argument
Quan a Diego (Quim Gutiérrez) el deixa la seva promesa (Nuria Gago) un dia abans de les noces, decideix anar amb els seus dos cosins al poble on estiuejaven de petits, Comillas, amb tal de recuperar al seu primer amor: Martina (Inma Cuesta). Allí Diego i els seus cosins, Julián (Raúl Arévalo) i José Miguel (Adrián Lastra), es retrobaran amb el seu passat i persones que n'havien format part, com els irreconciliables (Antonio de la Torre) i la seva filla Clara (Clara Lago).

## Personatges
| Actor               | Personatge            |
| ------------------- | --------------------- |
| Quim Gutiérrez      | Diego                 |
| Raúl Arévalo        | Julián                |
| Adrián Lastra       | José Miguel           |
| Inma Cuesta         | Martina Martín Martín |
| Nuria Gago          | Yolanda               |
| Antonio de la Torre | El Bachi              |
| Clara Lago          | Clara                 |
| Alicia Rubio        | Tonya                 |
| Marcos Ruiz         | Dani                  |

## Premis i nominacions
XXVI edició dels Premis Goya
| Categoria                   | Persona        | Resultat |
| --------------------------- | -------------- | -------- |
| Millor actor de repartiment | Raúl Arévalo   | Nominat  |
| Millor actor revelació      | Adrián Llastra | Nominat  |

XXI edició dels Premis de la Unión de Actores
| Categoria                             | Persona             | Resultat  |
| ------------------------------------- | ------------------- | --------- |
| Millor actor secundari de cinema      | Raúl Arévalo        | Guanyador |
| Millor actor de repartiment de cinema | Antonio de la Torre | Guanyador |